# Norah Zapata-Prill
Norah Zapata-Prill (* 1. Januar 1946 in Cochabamba) ist eine bolivianische Dichterin, korrespondierendes Mitglied der Bolivianischen Sprachakademie, Professorin für Literatur und Spanisch, Absolventin der Katholischen Pädagogischen Hochschule von Cochabamba. Sie absolvierte ein Post-Graduate-Studium für Spanische Sprache und Literatur am Spanischen Kulturinstitut in Madrid.
Norah Zapata-Prill  erhielt zahlreiche Preise und Auszeichnungen, darunter zweimal, 1973 und 1977, den Großen Staatspreis für Lyrik Franz Tamayo. Sie veröffentlichte zahlreiche Lyrikbände, u. a. Von den Gestirnen und der Stille, 1975; Zwillinge im Winter, 1978; Faszination des Feuers, 1985; Dialog im Aquarium, 1985 und Anthologie, 2008. Weitere Gedichte erschienen in mehreren Anthologien in Bolivien und anderen Ländern. Sie nahm an zahlreichen Lyrikfestivals teil, u. a. in Argentinien, Deutschland, Italien, Mazedonien, Österreich, Schweden, Spanien, der Schweiz und Türkei. Derzeit ist sie Leiterin eines psychogeriatrischen Zentrums in Lausanne, Schweiz.

## Werke
- Von den Gestirnen und der Stille (1975)
- Zwillinge im Winter (1978)
- Faszination des Feuers (1985)
- Dialog im Aquarium (1985)
- Anthologie (2008)